# Platylimnobia barnardi
Platylimnobia barnardi är en tvåvingeart som beskrevs av Alexander 1917. Platylimnobia barnardi ingår i släktet Platylimnobia och familjen småharkrankar. Inga underarter finns listade i Catalogue of Life.